# Лозенко Іван Аркадійович
Іван Аркадійович Лозенко (1916 - 1943) - капітан Робітничо-селянської Червоної Армії, учасник Другої світової війни, Герой Радянського Союзу (1944).

## Біографія
Іван Лозенко народився 6 червня 1916 року в селі Ковтунівка (нині – Дубовий Гай Прилуцького району Чернігівської області України). Закінчив неповну середню школу та один курс ветеринарного технікуму. У серпні 1936 року Лозенко був призваний на службу до Робітничо-селянської Червоної Армії. 1940 року він закінчив Чугуївську військову авіаційну школу пілотів. З червня 1941 - на фронтах Великої Вітчизняної війни.
До грудня 1943 року капітан Іван Лозенко командував ескадрильєю 431-го штурмового авіаполку (299-ї штурмової авіадивізії, 16-ї повітряної армії, Білоруського фронту). На той час він здійснив 154 бойові вильоти на штурмування скупчень бойової техніки і живої сили противника, завдавши йому великих втрат. 15 грудня 1943 року у бою Лозенко отримав смертельне поранення. Похований у братській могилі у селі Скепня Жлобинського району Гомельської області Білорусі.

## Нагороди
Указом Президії Верховної Ради СРСР від 13 квітня 1944 року за «зразкове виконання бойових завдань командування зі знищення живої сили та техніки противника та виявлені при цьому мужність та героїзм» капітан Іван Лозенко посмертно був удостоєний високого звання Героя Радянського Союзу. Також був нагороджений орденом Леніна, двома орденами Червоного Прапора, орденом Суворова 3-го ступеня.